# Felicité Makounawode
Felicité Makounawode (sinh ngày 26 tháng 2 năm 1971) là một Judoka Cộng hòa Trung Phi. Cô đã tham gia nội dung bán trung nữ tại Thế vận hội Mùa hè 1992.